# Amram
Amram (il cui nome significa "Amico dell'Altissimo" o "Il popolo è esaltato") è appartenente alla tribù di Levi, marito e nipote di Iochebed, e padre di Mosè, Aronne e Miriam. Secondo la Bibbia, anche sua moglie Iochebed era della tribù di Levi; il fatto che Amram avesse sposato sua zia Iochebed crea però un anacronismo riguardante Mosè, che avrebbe così dovuto nascere una quarantina di anni dopo l'arrivo degli Ebrei in Egitto. 
Viene menzionato nel libro dell'Esodo. Il padre di questi Kohath viene nominato nel libro della Genesi (46:11) ma il figlio no. Ciò significa che Amram nacque probabilmente in terra egiziana. 
Seguendo il testo del Talmud Amram sposò Yochebed una prima volta, poi la ripudiò quando questa era incinta di Mosè (e precisamente al terzo mese di gravidanza) e poi la risposò nuovamente su invito di Miriam, sua figlia maggiore. 
Possediamo un testo apocrifo su di lui, il cosiddetto  "Testamento di Amram", uno dei rotoli del Mar Morto.
Nel Corano Amram viene chiamato Imran, e lo stesso nome porta anche Gioacchino, il padre della Vergine Maria. Il padre di Maria è Imran bn Yashihim, discendente da Salomone figlio di Davide e perciò dal Amran biblico (Imran in arabo).